# Swamp Thing (serie de televisión)
Swamp Thing es una serie de televisión web estadounidense de superhéroes de terror y drama basado en el personaje de DC Comics del mismo nombre. Se estrenó el 31 de mayo de 2019 en DC Universe. En Latinoamérica se estrenó el 17 de enero de 2020 por HBO GO. El 6 de junio de 2019, se anunció que la serie fue cancelada.

## Sinopsis
Abby Arcane regresa a su hogar en Marais, Louisiana para investigar un virus mortal transmitido por el pantano, donde desarrolla un vínculo con el científico Alec Holland. Después de que Holland muere trágicamente, Arcane descubre los misterios del pantano y que, después de todo, es posible que Holland no esté del todo muerto.

## Elenco y personajes

### Principales
- Crystal Reed como Abby Arcane
- Virginia Madsen como Maria Sunderland
- Andy Bean y Derek Mears como Alec Holland / La cosa del pantano
- Henderson Wade como Matt Cable
- Maria Sten como Liz Tremayne
- Jeryl Prescott como Madame Xanadu
- Will Patton como Avery Sunderland

### Recurrentes
- Leonardo Nam como Harlan Edwards
- Kevin Durand como Jason Woodrue
- Jennifer Beals como Lucilia Cable
- Ian Ziering como Daniel Cassidy / Blue Devil
- Steve Wilcox como Burrit Sunderland[2] ( 2 episodios)

## Episodios
| N.º | Título                         | Dirigido por     | Escrito por                                                            | Fecha de lanzamiento original | Fecha de lanzamiento Latinoamérica | Código de prod. |
| --- | ------------------------------ | ---------------- | ---------------------------------------------------------------------- | ----------------------------- | ---------------------------------- | --------------- |
| 1 | «Pilot»                        | Len Wiseman      | Mark Verheiden & Gary Dauberman                                        | 31 de mayo de 2019            | 17 de enero de 2020                | T33.01008       |
| En el pantano de Bayou, tres hombres que son contratados para arrojar casos desconocidos al pantano son atacados por las propias plantas, matando a dos de ellos. 48 horas más tarde, la hija de Coyle, el sobreviviente del ataque, se enferma de muerte con una misteriosa enfermedad que comienza a expandirse por todo Marais, Luisiana. La Dra. Abby Arcane del CDC, ex residente de la ciudad, es enviada para ayudar a tratar el virus. Después de reunirse con el amigo de la infancia y ahora policía Matt Cable, se encuentran con Alec Holland, un científico deshonrado contratado por Avery Sunderland para la investigación. Alec cree que la investigación de Sunderland está relacionada con el virus y está investigando un misterioso acelerador de mutágenos que se encuentra en el agua del pantano. Después de encontrar el cuerpo de Coyle, Abby y Alec comienzan a investigar juntos. Sin embargo, al comenzar las pruebas, el cuerpo de Coyle se reanima con zarcillos que atacan a los dos y a su propia hija. Después de que Alec «mata» a Coyle con fuego, los dos se encuentran con Liz Tremayne, una periodista y amiga de Abby. Son interrumpidos por la esposa de Sunderland, quien enojada le dice a Abby que se vaya después de ayudar con el virus. Luego, Abby y Alec encuentran los casos de la marisma, que se revela que están liberando los aceleradores de mutágenos en el pantano. Mientras esperan los resultados del acelerador, Alec y Abby cuentan fragmentos de sus pasados. Alec cuenta que manipuló los resultados de las pruebas en un experimento para probar sus teorías, y Abby revela que ella fue responsable de la muerte de la hija de los Sunderland. Después de obtener los resultados, Alec sale solo para encontrar el resto de los casos. En el pantano, Alec recibe un disparo de un asaltante desconocido y su bote es volado con dinamita. Alec muere a causa de sus heridas, y el pantano comienza a envolverlo con enredaderas. Abby llega a la escena, solo para ser asustada por una criatura alta y musgosa con ojos rojos que emerge del agua. |                                |                  |                                                                        |                               |                                    |                 |
| 2 | «Worlds Apart»                 | Len Wiseman      | Mark Verheiden & Doris Egan                                            | 7 de junio de 2019            | 24 de enero de 2020                | T33.10352       |
| La policía investiga la muerte de Alec, pero ignora las afirmaciones de Abby. María ser reúne con Madame Xanadu, quien le aconseja que no encuentre al espíritu de su hija y que debería poner fin a sus lamentos. Sin embargo, ella se niega a hacerlo y luego descansa en la cama de Shawna junto al cadáver de su hija. No mucho tiempo después, el biogenetista Jason Woodrue y su esposa, Caroline, llegan a Marais, el primero se encuentra con Avery, quien lo regaña por la propagación de la enfermedad de mutágeno en lugar de cultivar el pantano para el desarrollo de la tierra como él quería. Jason no esta de acuerdo alegando que no es capaz de hacerlo, pero Avery lo obliga a investigar la enfermedad independientemente. Susie sueña con una criatura parecida a una planta arañando su cuerpo y sintiendo lo asustada que estaba. Más tarde escapa del hospital e ingresa al pantano, donde ve a dos hombres arrojando más mutágeno y matando a un oficial de policía. Uno de los hombres, Munson, la ve y la persigue cuando huye, solo para ser asesinado por la criatura. Abby los alcanza mientras busca a Susie, quien dice que la criatura es Alec y ella esta confundida sobre lo que esta diciendo. |                                |                  |                                                                        |                               |                                    |                 |
| 3 | «He Speaks»                    | Deran Sarafian   | Rob Fresco                                                             | 14 de junio de 2019           | 7 de febrero de 2020               | T33.10353       |
| El cuerpo de Munson es resucitado por insectos asesinos. Abby le confía a Liz que la "cosa del pantano" es Alec. Más tarde, Abby irrumpe en el laboratorio de Alec y encuentra en lo que estaba trabajando. Munson la ataca, pero es salvada por Swamp Thing, quien ordena a los insectos que liberen a Munson. Abby intenta razonar con Alec, pero cuando él dice que la enfermedad está luchando por protegerse, Abby se da cuenta de que los antibióticos la hacen más fuerte y usa inmunosupresores para salvar temporalmente a los infectados. Liz confronta al oficial de préstamos Gordon acerca del pago secreto de Avery, pero él lo niega. Más tarde exige que Avery le devuelva los pagos o de lo contrario hablará. La madre de Matt, Lucilia, entrevista a Avery sobre la muerte de Alec; insinuando su relación pasada. El fantasma de Shawna se enfrenta a María sobre la infidelidad de Avery. Avery intenta conseguir donde de la herencia de María, pero ella se lo niega. Mientras tanto, Daniel Cassidy expresa su deseo de dejar Marais, al saber de parte de Xanadu que se avecina un cambio. La novia de Liz descubre un pedazo del bote de Alec. Cuando Gordon amenaza con exponer el Cónclave, Avery lo mata. |                                |                  |                                                                        |                               |                                    |                 |
| 4 | «Darkness on the Edge of Town» | Carol Banker     | Erin Maher & Kay Reindl                                                | 21 de junio de 2019           | 14 de febrero de 2020              | T33.10354       |
| Un joven llamado Todd descubre un cadáver escondido dentro de un árbol, y sin saberlo, se infecta. Mientras trabaja para el padre de Liz, Delroy, Todd sobre alucinaciones y se suicida en el pánico resultante, aunque no antes de arañar a Delroy. Abby se encuentra con Alec y obtiene una muestra de su tejido para estudiarlo, con ayuda de Jason. Delroy comienza a alucinar a un hombre misterioso y entra en pánico. Mientras Lucilia, Liz y Abby lo sujetan, Lucilia se rasca. Mientras Avery celebra el fin de la "gripe vegetal", María intenta acercarse a la recuperada Susie. Abby investiga el área donde Todd fue infectado y encuentra el cadáver y la llave del hotel. Liz mira hacia el hotel y se entera de un incidente similar en el pasado en el que la víctima final desapareció en el pantano. Abby teoriza que hicieron esto sabiendo que estaban infectados. En la fiesta, Lucilia ve una visión de Matt muriendo e intentando dispararle a su "atacante" antes de que Daniel la desarme. Araña a Abby, que se precipita al pantano. Mientras alucina a un hombre alto y sin rostro que intenta secuestrarla, Alec llega y la cura antes de devolver la enfermedad al cadáver antes de comprobar la teoría de Abby. Avery y María deciden cuidar a Susie en lugar de su tío. |                                |                  |                                                                        |                               |                                    |                 |
| 5 | «Drive All Night»              | Greg Beeman      | Franklin Rho                                                           | 28 de junio de 2019           | 21 de febrero de 2020              | T33.10355       |
| Swamp Thing se encuentra con un ser misterioso, quien le dice que los fantasmas que ha estado viendo fueron eventos presenciados por árboles del pasado. Susie está poseída por el fantasma de Shawna y atrae a María al pantano. Abby sigue a María e intenta salvarla, pero María casi ahoga a Abby, quien logra escapar nadando. El fantasma de Shawna intenta ahogar a María, pero Swamp Thing la salva. Con la ayuda de Swamp Thing, Abby descubre que Shawna fue asesinada por una fuerza maligna que la arrastró bajo el agua. Avery amenaza a Liz para que deje de investigar la muerte de Alec, pero ella se niega. Daniel intenta dejar Marais, pero su brazo estalla en llamas azules en la frontera. Jason busca en el laboratorio de Alec y encuentra huellas gigantes que conducen a un trozo de vegetación. Después de analizarlo, concluye que tiene el mismo material genético que la muestra de Abby. Jason luego le dice a Avery que una criatura grande vive en el pantano y que la necesita viva para estudiarla. Avery la acepta, ofreciendo el nombre de alguien que pueda ayudarlo. |                                |                  |                                                                        |                               |                                    |                 |
| 6 | «The Price You Pay»            | Toa Fraser       | Tania Lotia                                                            | 5 de julio de 2019            | 28 de febrero de 2020              | T33.10356       |
| Los rastreadores de Avery intentan capturar a Swamp Thing, pero él se defiende de ellos. Lucilia invita a Matt a investigar, quien rastrea a Swamp Thing y en el proceso terminan peleando. Abby los detiene y le revela a Matt que la criatura es Alec. Matt le confiesa a Lucilia que mató a Alec en nombres de Avery para protegerla. Liz le dice a Abby que los matones que la atacaron a ella y a Daniel fueron enviados por Avery. Cuando Abby se enfrenta a Avery por las acusaciones de Liz, él insinúa una posible retribución. Un Daniel en como recuerda el trato que hizo con el Phantom Stranger que resultó en que quedara atrapado en Marais. Jason logra despertar a Daniel, pero sus experimentos con él casi transforman al actor en un monstruo azul parecido al diablo antes de que Caroline lo sede. Xanadu visita a Daniel y alivia su dolor. Swamp Thing produce una flor alucinógena que hace ha Abby verlo temporalmente como Alec. |                                |                  |                                                                        |                               |                                    |                 |
| 7 | «Brilliant Disguise»           | Alexis Ostrander | Andrew Preston & Rob Fresco                                            | 12 de julio de 2019           | 6 de marzo de 2020                 | T33.10357       |
| Abby y Alec se dirigen a una zona podrida del pantano. Mientras recoge una muestra, la oscuridad la ataca y la infecta con bacterias. Alec lleva a Abby de regreso a su laboratorio, donde Green la salva. Lucilia le dice a Avery que Alec todavía está vivo y le pide que la ayude a derrotar a Alec antes de que él venga por ellos. Mientras buscan en el pantano, Avery traiciona a Lucilia y le roba su escopeta. Justo cuando Avery está a punto de dispararle a Lucilia, Matt lo sorprende y lo deja inconsciente. Cuando Avery se despierta, le dice a Matt que él es su padre, y Matt se enfurece con Lucilia por no decírselo. Mientras está distraído, Avery lo apuñala. Lucilia dispara a Avery en la pierna, haciéndolo caer al pantano. Alec le dice a Abby que su transformación tiene un propósito superior y que ella debería seguir adelante con su vida y no volver otra vez. Abby va al CDC en Atlanta para tratar de encontrar una cura para él antes de que sea demasiado tarde. Un Avery herido emerge del agua y llega a la orilla. |                                |                  |                                                                        |                               |                                    |                 |
| 8 | «Long Walk Home»               | E. L. Katz       | Doris Egan                                                             | 19 de julio de 2019           | 13 de marzo de 2020                | T33.10358       |
| Un Avery herido deambulo por el pantano. Al perder sangre, comienza a alucinar. Swamp Thing lo encuentra, lo lleva al laboratorio y lo ayuda a recuperarse. A Abby se le niega el acceso a los resultados de las muestras. Posteriormente se enfrenta al Cónclave. Harlan es secuestrado después de salir del departamento de Abby. Avery regresa al día siguiente con Jason para "ayudar" a Swamp Thing, aunque también ha traído en secreto mercenarios del Cónclave con él. Swamp Thing intenta hacer que se vayan, pero el Cónclave logra capturarlo. Sintiendo que Swamp Thing esta en peligro, Abby regresa a Marias, pero es demasiado tarde. |                                |                  |                                                                        |                               |                                    |                 |
| 9 | «The Anatomy Lesson»           | Michael Goi      | Historia por: Noah Griffith & Daniel Stewart Guion por: Mark Verheiden | 26 de julio de 2019           | 20 de marzo de 2020                | T33.10359       |
| En una instalación secreta del Cónclave, Jason realiza una investigación sobre Swamp Thing y descubre que puede funcionar sin órganos vitales. Como venganza por intentar matarlo, Avery soborna a un juez para que ingrese a María en una institución mental. Tras un examen más detenido, Jason deduce que Swamp Thing es en realidad una planta humanoide que absorbió los recuerdos de Holland después de este muriera. Abby y Liz localizan la instalación. Daniel se recupera y el Phantom Stranger le muestra una visión de Liz y Abby siendo perseguidas y asesinadas por la seguridad del Cónclave. Inspirado, decide convertirse en el Blue Devil. Abby y Liz pueden liberar a Swamp Thing mientras Blue Devil se encarga de los guardias, pero Jason logra escapar. Al regresar a casa, encuentra que Caroline ha tenido una sobredosis. Swamp Thing regresa al pantano y recupera un esqueleto. Abby horrorizada mira mientras Swamp Thing confirma que el cuerpo le pertenece a Alec. |                                |                  |                                                                        |                               |                                    |                 |
| 10 | «Loose Ends»                   | Deran Sarafian   | Historia por: Rob Fresco Guion por: Erin Maher & Kay Reindl            | 2 de agosto de 2019           | 27 de marzo de 2020                | T33.10360       |
| A pesar de recuperar el cuerpo de Alec, Abby intenta hacer que Swamp Thing crea que el espíritu de Holland reside dentro de él. Nathan y sus hombres atacan, pero Swamp Thing los mata, perdonando solo a Nathan. Swamp Thing tiene una última conversación con Alec. Jason realiza un experimento sobre sí mismo para salvar a su esposa. Xanadu visita a María en la institución mental y le da un cierre, aunque a costa de su cordura. Avery intenta reconciliarse con Lucilia, pero cuando ella se niega, él la apuñala y arroja su auto en el pantano con su cuerpo en el maletero. Después de hablar con Liz, Daniel finalmente puede dejar Marais. Swamp Thing y Abby deciden permanecer en Marais para combatir junto a la oscuridad que los invade. Matt llega a la estación, solo para encontrar a sus compañeros muertos y Jason, quien mutado por su experimento lo ataca. |                                |                  |                                                                        |                               |                                    |                 |

## Producción

### Desarrollo
El 2 de mayo de 2018, se anunció que DC Universe había ordenado el desarrollo de la serie. Se esperaba que Mark Verheiden y Gary Dauberman escribieran el primer episodio de la serie y será productor ejecutivo junto a James Wan, Michael Clear. Rob Hackett fue establecido como coproductor. El 4 de septiembre de 2018, se informó que Len Wiseman dirigiría el primer episodio de la serie además de servir como productor ejecutivo.
A pesar de ser lanzado en DC Universe, la serie no existirá en el mismo universo ficticio que otras series de acción en vivo del servicio, Titans y Doom Patrol. El 29 de marzo de 2019, se anunció que la serie se estrenará el 31 de mayo de 2019. El 17 de abril de 2019, se anunció que la producción de la serie se había interrumpido inesperadamente debido a las diferencias creativas con la empresa matriz de DC Universe, WarnerMedia, reduciendo así el orden inicial de 13 a 10 episodios. El 6 de junio de 2019, se anunció que la serie fue cancelada. Al día siguiente, se confirmó que una de las razones por las cuales se dio la cancelación de la serie por sobre-costos de la producción y el excesivo ajuste fiscal que conllevó al pago de elevados costos de impuestos para los permisos de filmación durante el rodaje de la serie, elevando el valor de la temporada completa alrededor de unos 40 millones de dólares.

### Casting
En septiembre de 2018, se anunció que Crystal Reed y Maria Sten habían sido elegidas para los papeles principales de Abby Arcane y Liz Tremayne, respectivamente, y que Jennifer Beals había sido elegida para el papel recurrente de la Sheriff Lucilia Cable. A fines de octubre y principios de noviembre de 2018, se revelaron más papeles principales, con Jeryl Prescott elegida como Madame Xanadu, Virginia Madsen fue elegida como Maria Sunderland, Will Patton fue elegido como Avery Sunderland. Andy Bean fue elegido como Alec Holland con Derek Mears como La cosa del pantano, Henderson Wade fue elegido como Matt Cable, y Kevin Durand fue elegido como Jason Woodrue. En diciembre de 2018, Ian Ziering se unió al reparto en el papel recurrente de Daniel Cassidy / Blue Devil, y un mes después, Leonardo Nam fue elegido como Harlan Edwards en un papel recurrente.

### Rodaje
El rodaje de la serie comenzó a principios de noviembre de 2018 en Wilmington, Carolina del Norte.

### Música
El 5 de febrero de 2019, se anunció que Brian Tyler fue elegido para componer el score de la serie.

### Arrowverso
La encarnación de Swamp Thing hace un cameo en el evento crossover del Arrowverso, Crisis on Infinite Earths. El evento establece que los sucesos de Swamp Thing ocurren en Tierra-19.